# Пам'ятник Івану Котляревському (Полтава)
Па́м'ятник Іва́ну Котляре́вському в Полта́ві — перший в історії пам'ятник українському письменнику, поету, драматургу і громадському діячеві, засновнику сучасної української літератури Івану Петровичу Котляревському (1769—1838) в обласному центрі України місті Полтаві, де він народився і прожив більшість життя, в тому числі і на схилі років.

## Загальна інформація
Монумент встановлено 30 серпня (12 вересня) 1903 року. Розташований пам'ятник на своєму первинному місці — на бульварі Котляревського (до 1908 року — Протопопівський бульвар).
Проєкт погруддя Котляревському належить Леоніду Позену, постаменту — архітектору Олександру Ширшову; виконав з дніпровського граніту архітектор П. Певний. У роботі над пам'ятником брали також участь художник В. Волков і архітектор О. Зінов'єв.

## Опис
Пам'ятник являє собою бронзове погруддя, увінчане лавровим вінком, і встановлено на постаменті. Висота пам'ятника — 5,7 м.
Постамент оздоблено трьома горельєфами, що відтворюють три епізоди з творів Котляревського — по одному з «Енеїди», «Наталки Полтавки» і «Москаля-чарівника» (робота Леоніда Позена). На фасаді (вгорі) слова: «Де згода в сімействі, де мир і тишина, щасливі там люде, блаженна сторона» і слова Тараса Шевченка: «Слава сонцем засіяла: не вмре кобзар, бо навіки його привітала», нижче був напис: «Рідний край своєму першому поетові Івану Котляревському. 1798—1898»

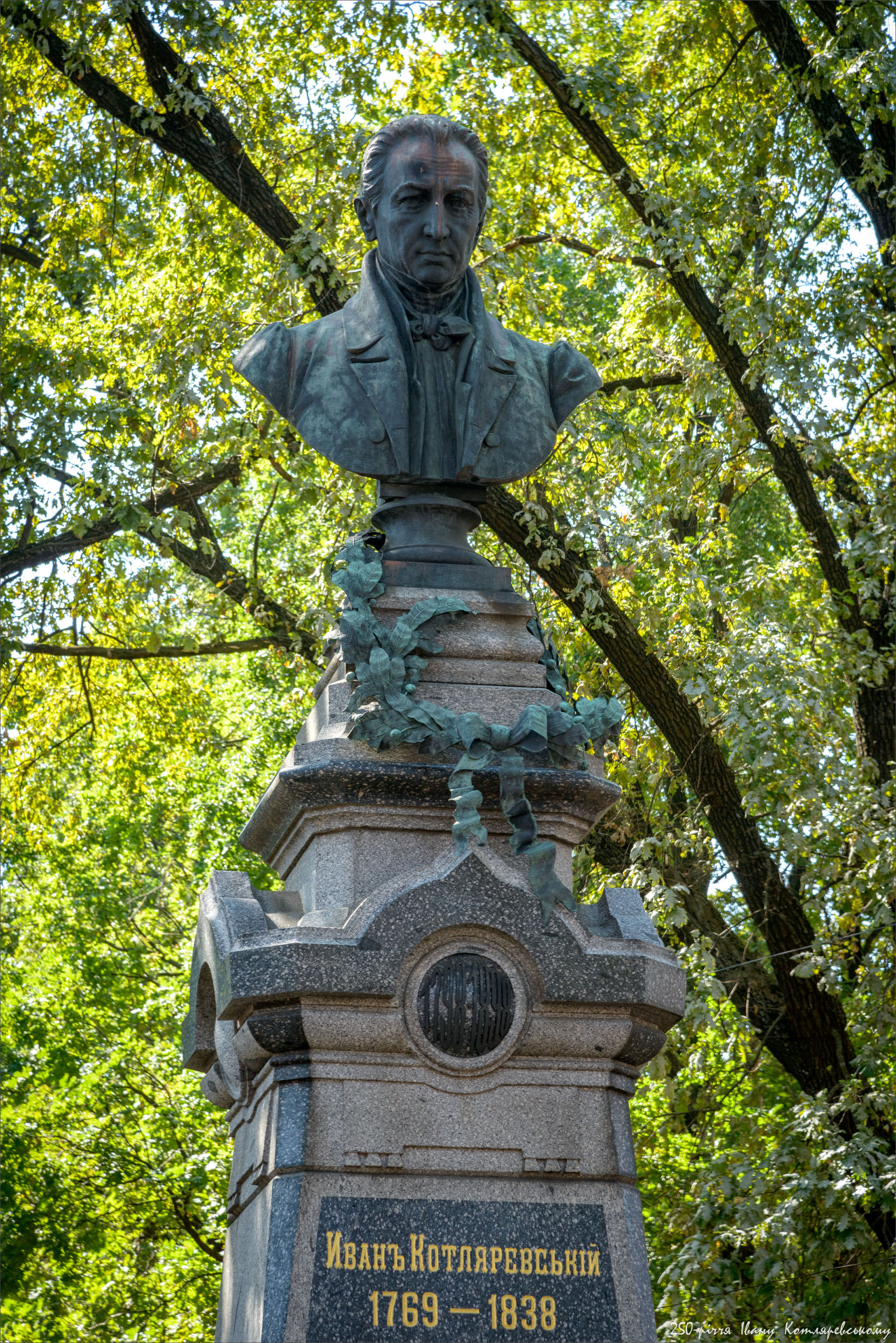
Бюст Івана Котляревського
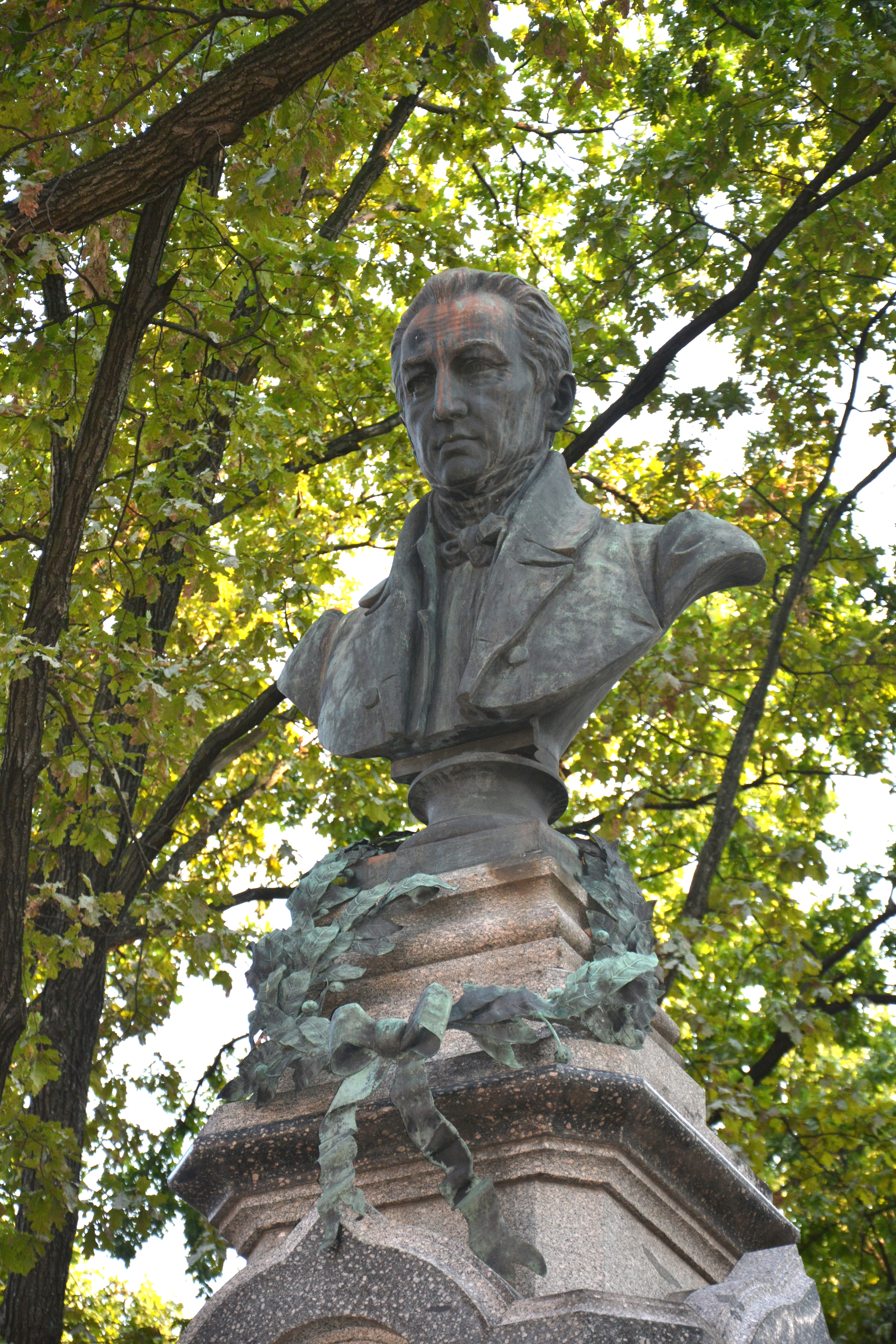
Бюст Івана Котляревського (ракурс)
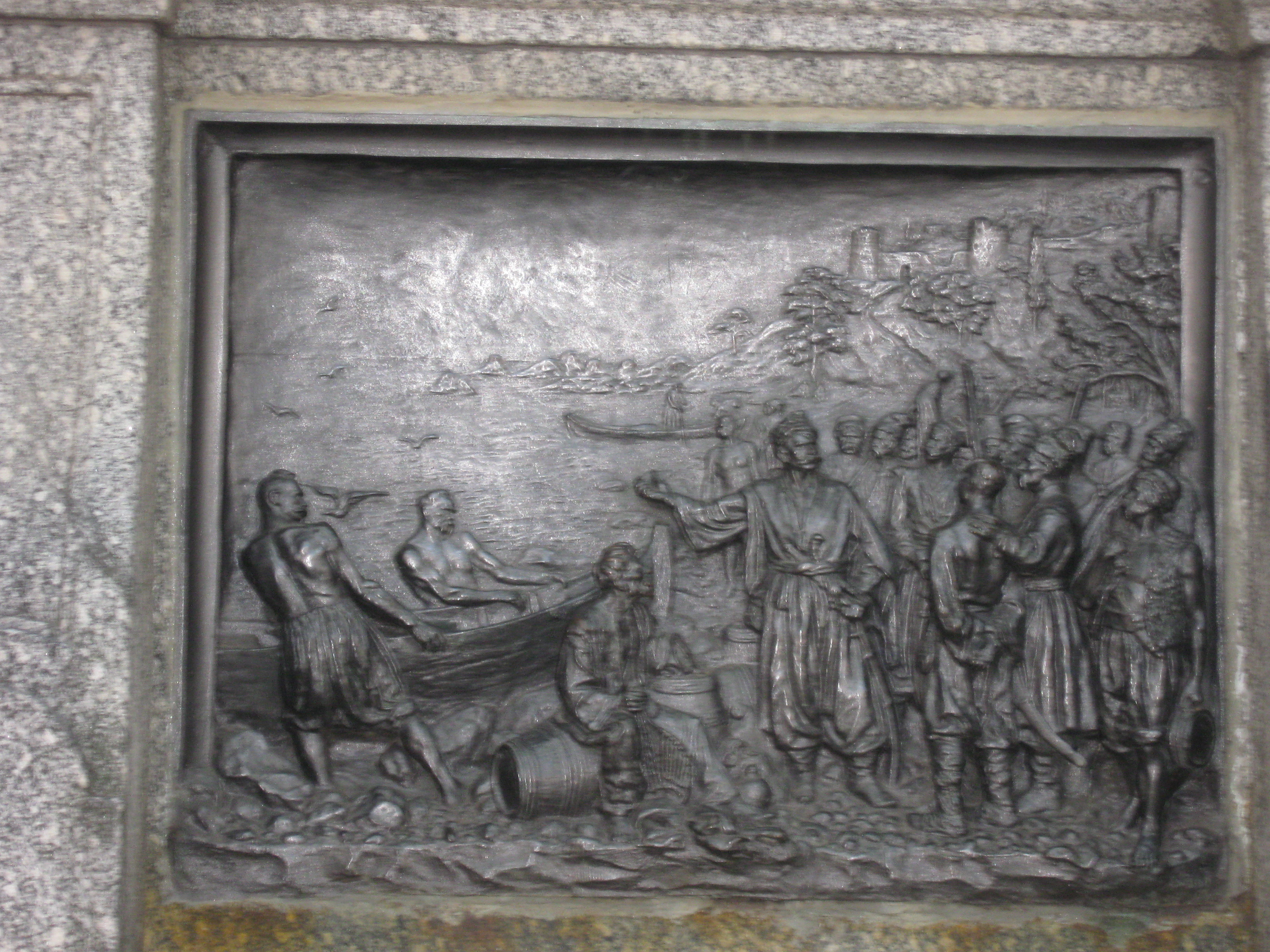
Барельєф на постаменті за мотивами «Енеїди»
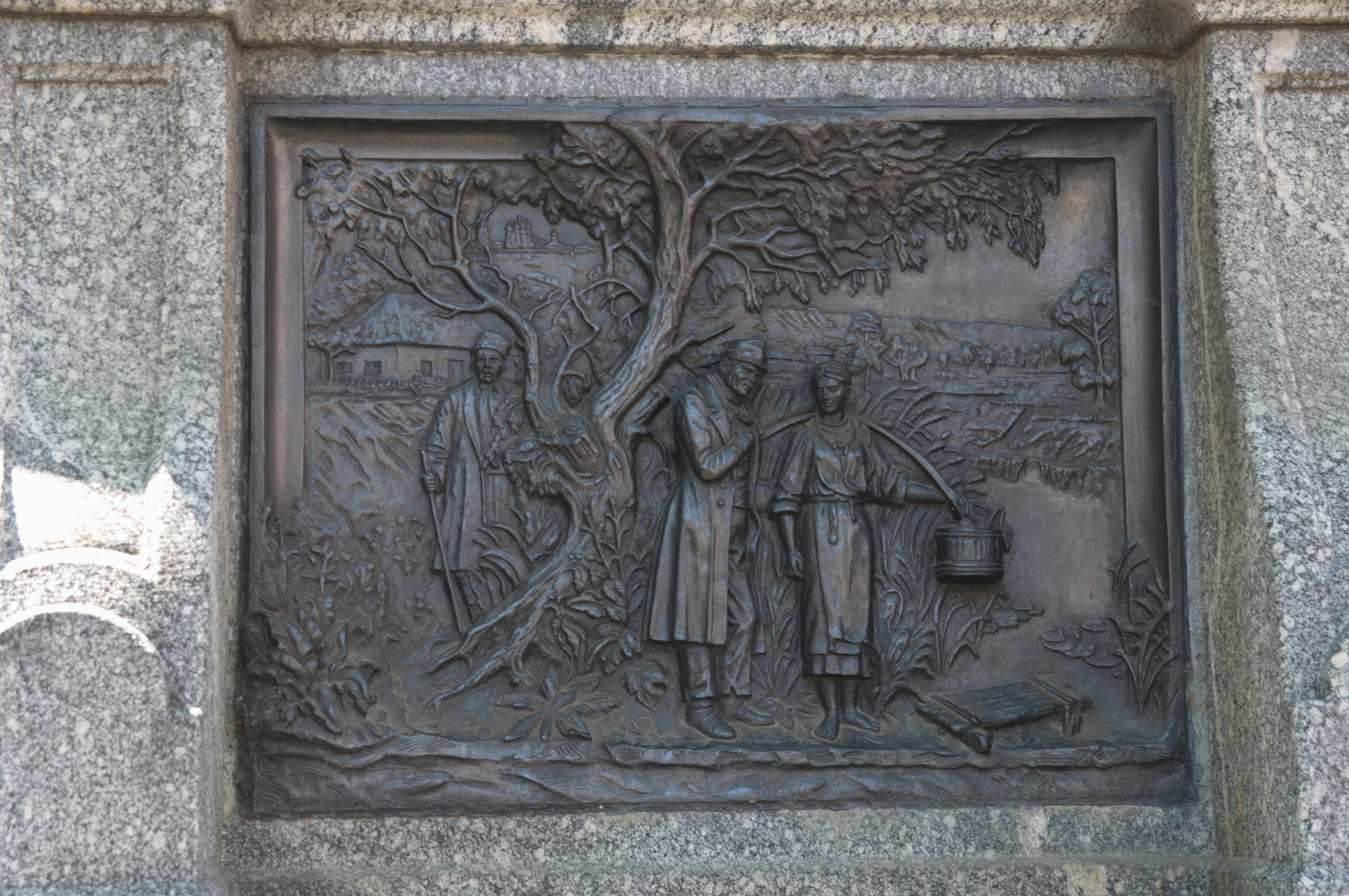
Барельєф на постаменті за мотивами «Наталки Полтавки»
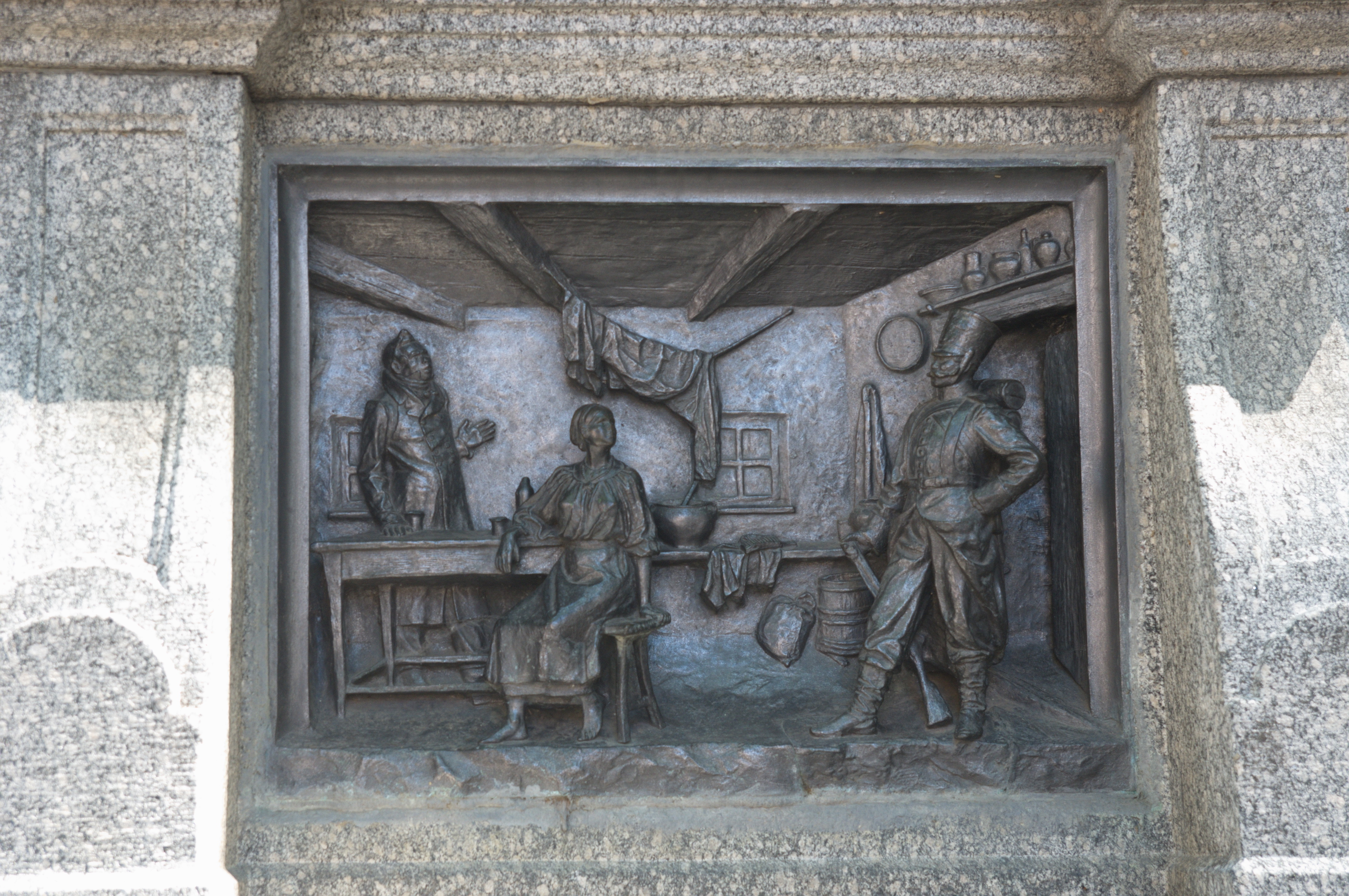
Барельєф на постаменті за мотивами «Москаля-чарівника»
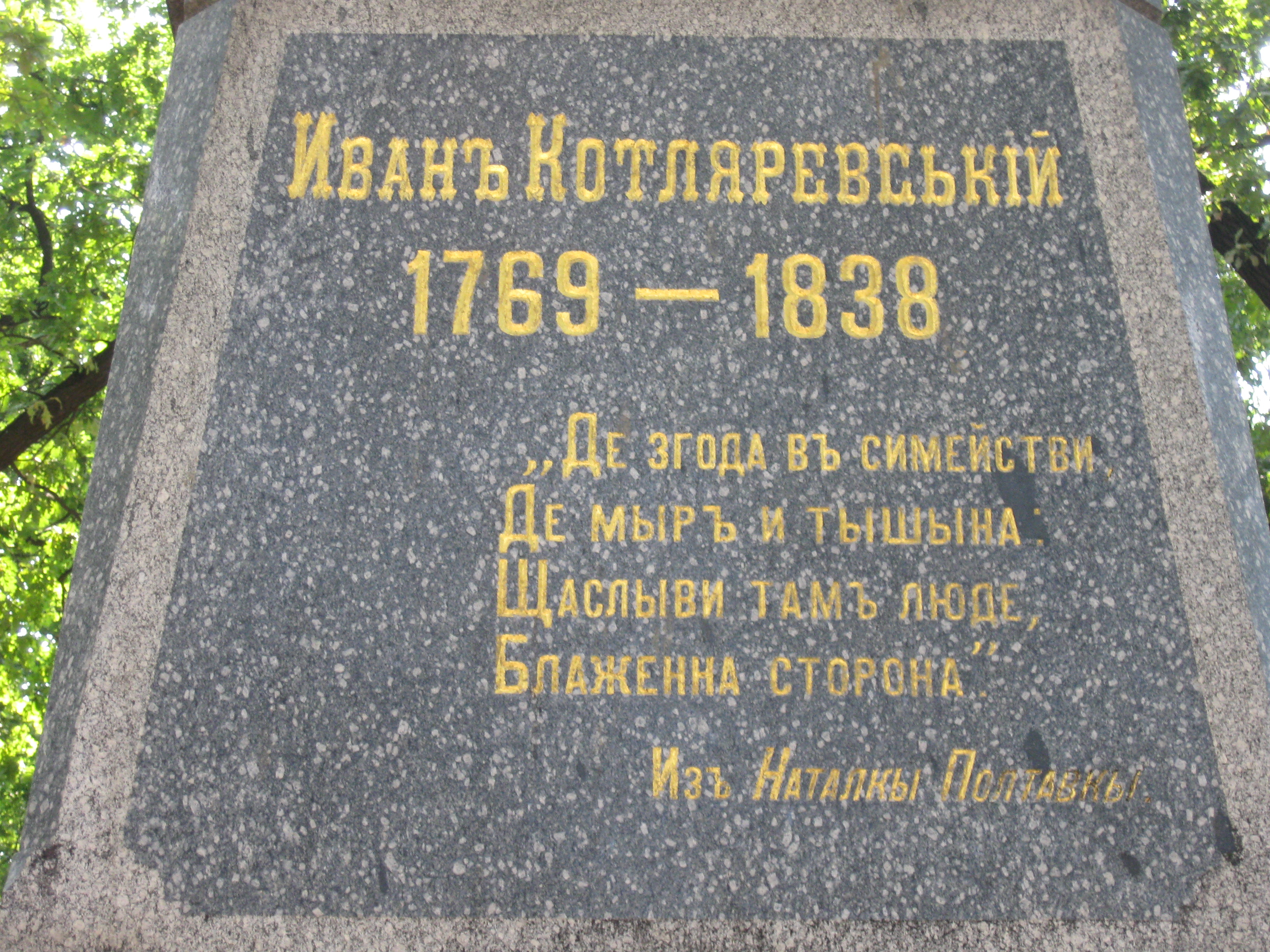
Напис на п'єдесталі
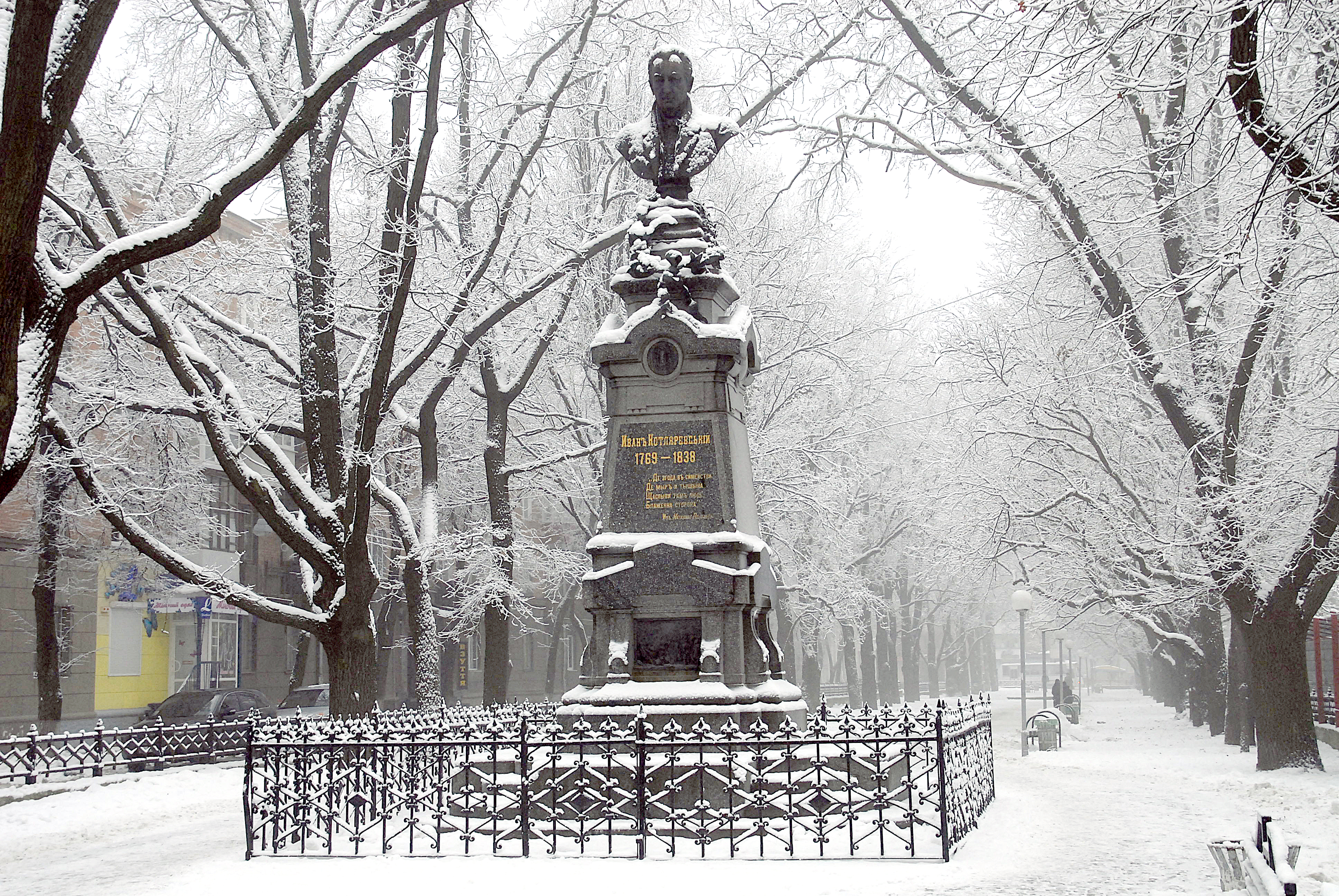
У січні 2011
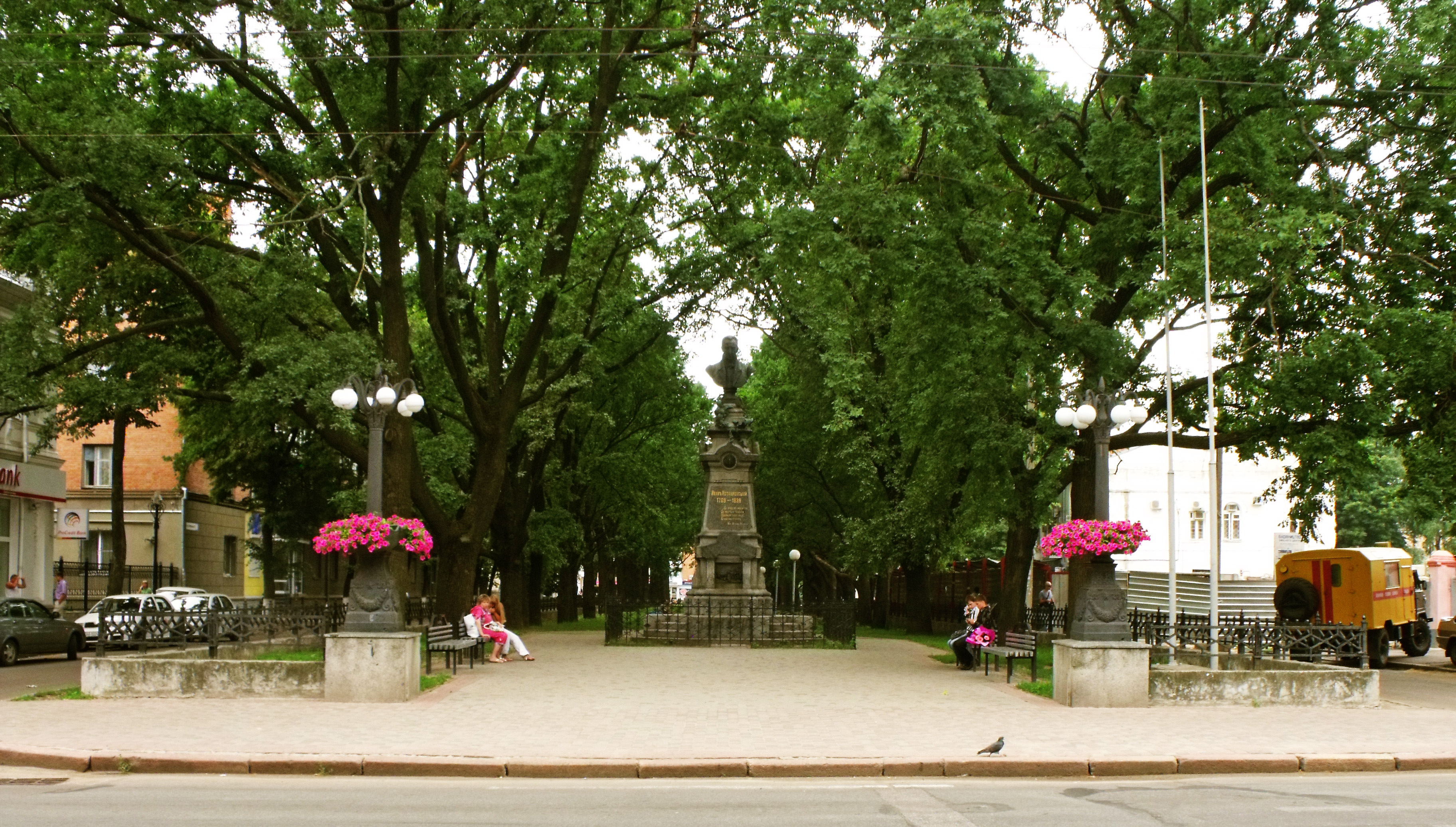
Загальний вигляд, 2011 р.
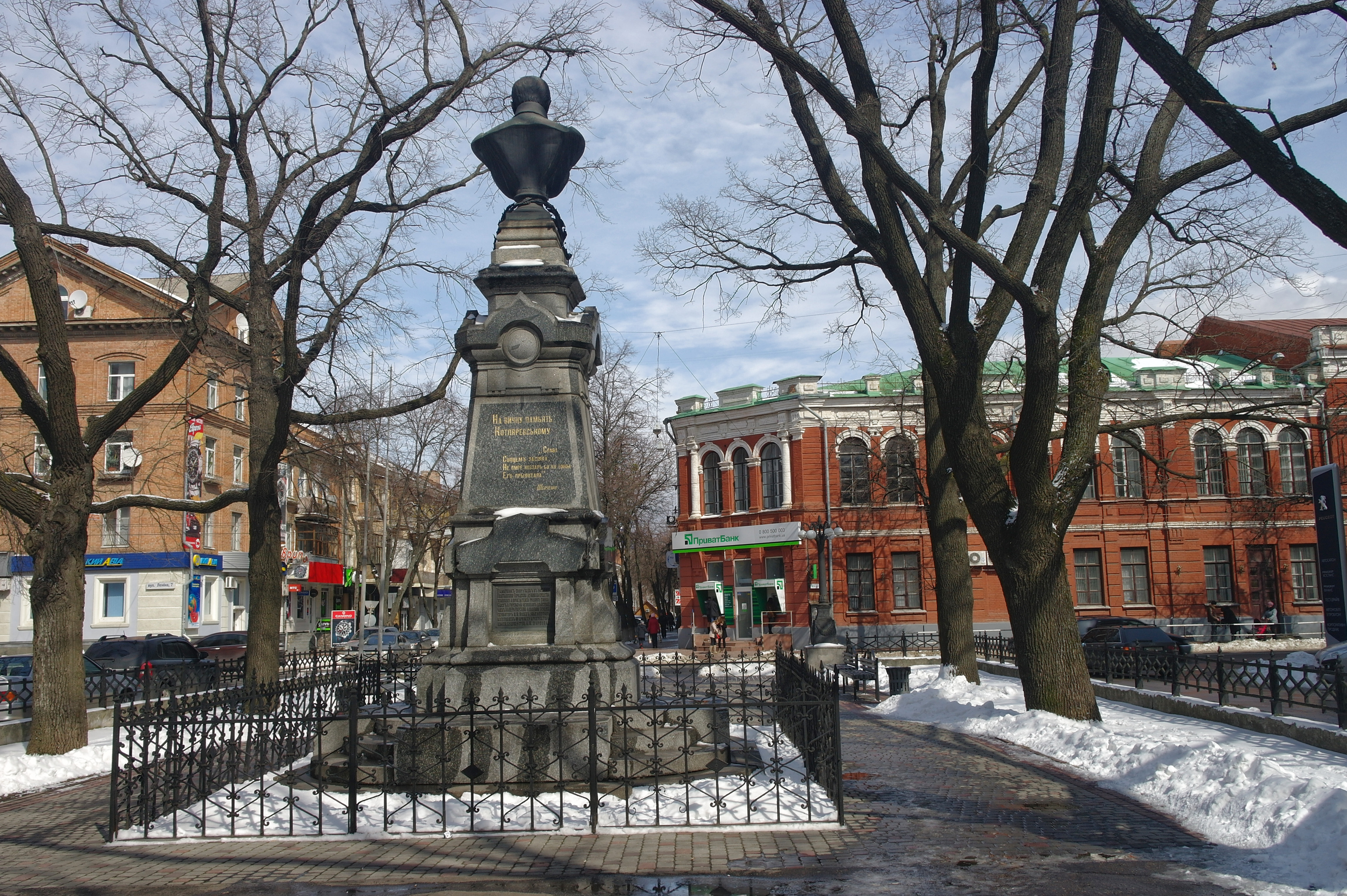
Зі зворотного боку, 2013 р.
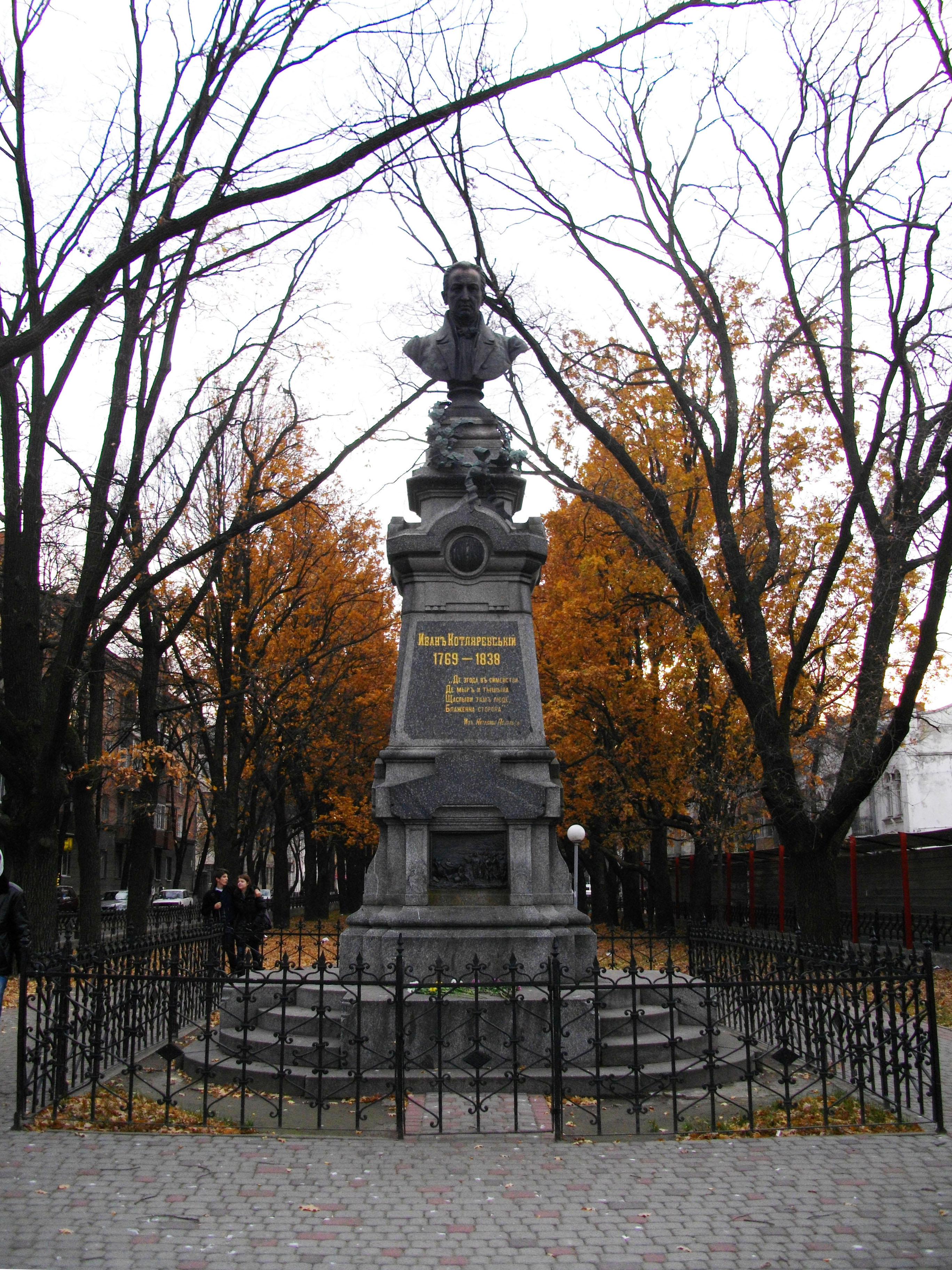
У листопаді 2010

### Історичні світлини

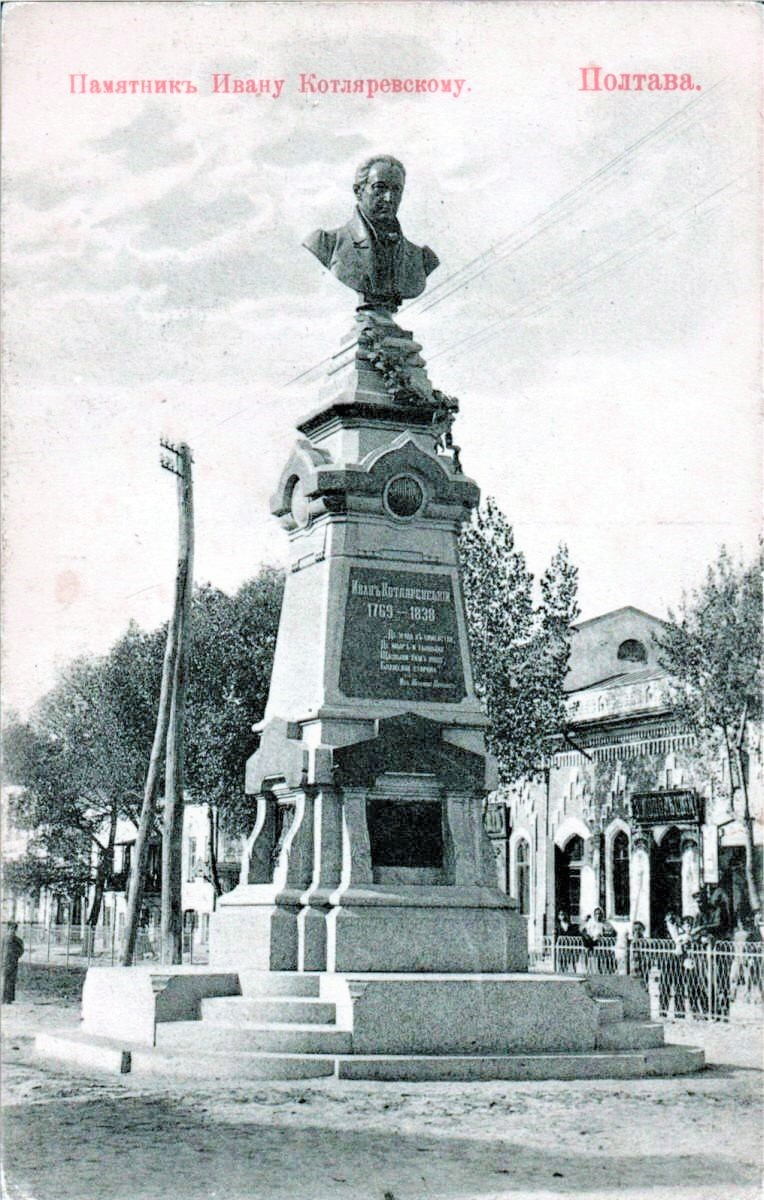
Пам'ятник у 1905 році
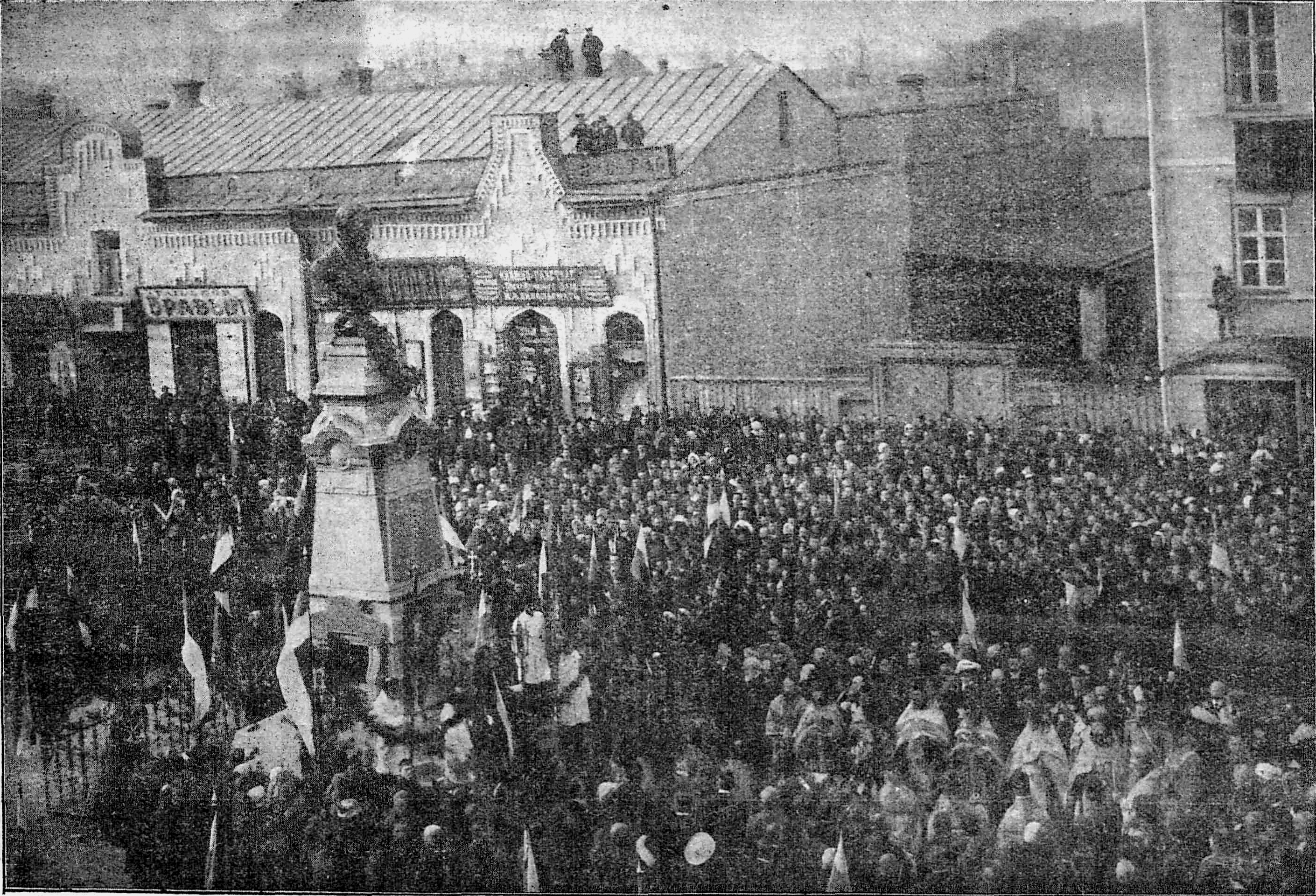
Урочиста панахида під пам'ятником у день 75-х роковин з дня смерті письменника, 1913 р.
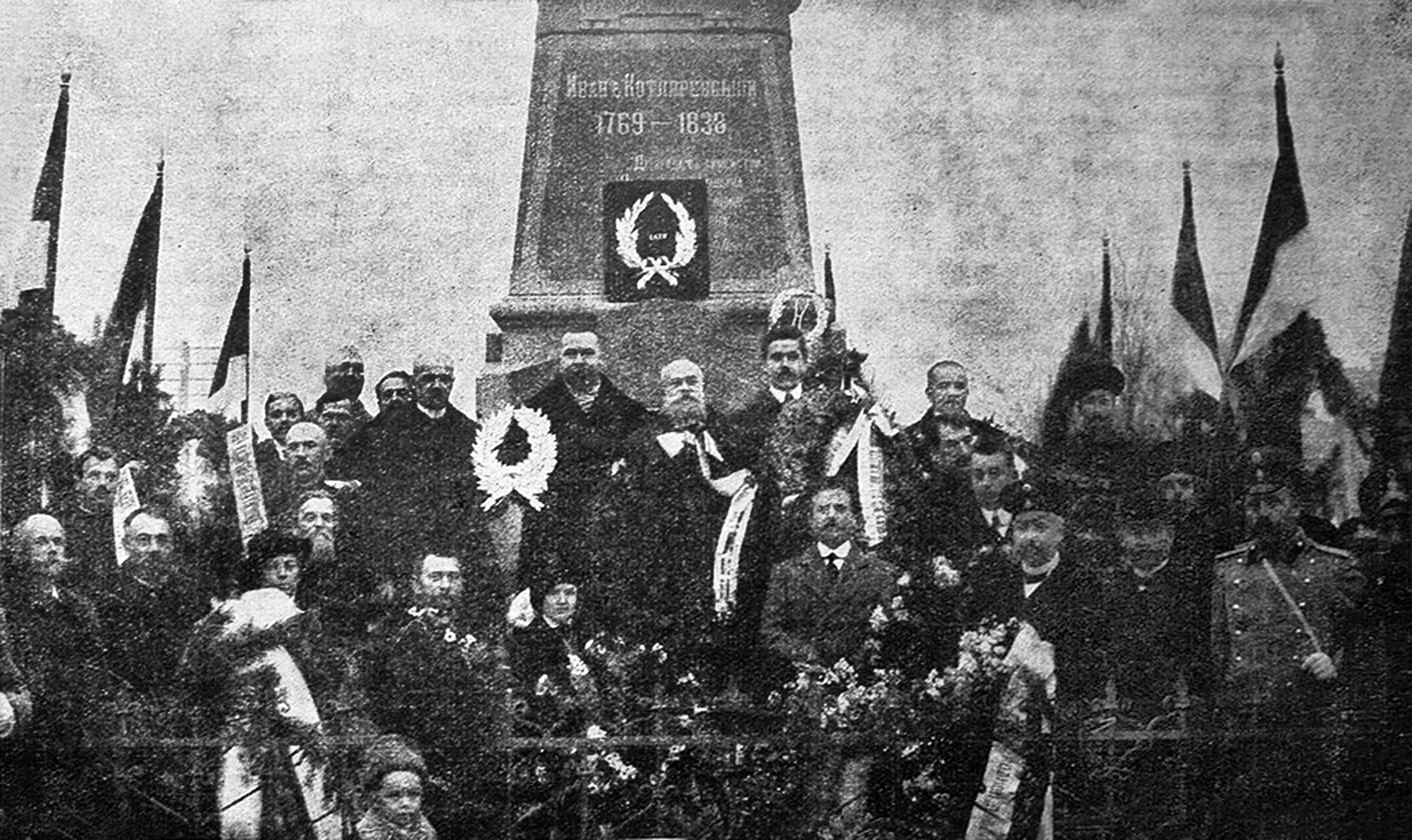
Учасники урочистого покладання вінків до пам'ятника у день 75-х роковин з дня смерті письменника. У центрі Михайло Грушевський. Обабіч: М. Міхновський, Ніковський, П. Чижевський, Г. Коваленко та інші. 1913 р.

## Історія встановлення та відкриття

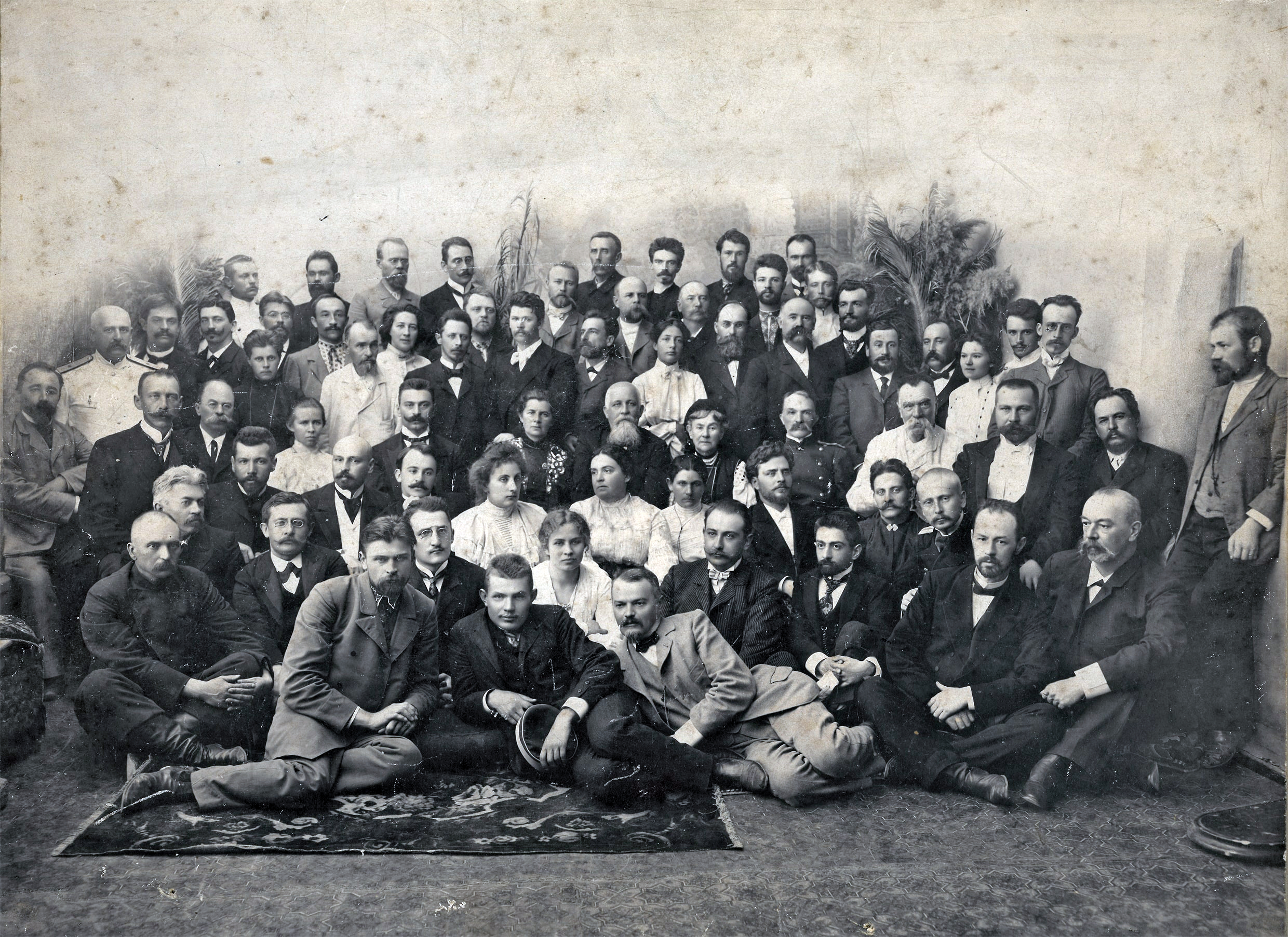
Українські громадські та культурні діячі, що брали участь у відкритті пам'ятника.

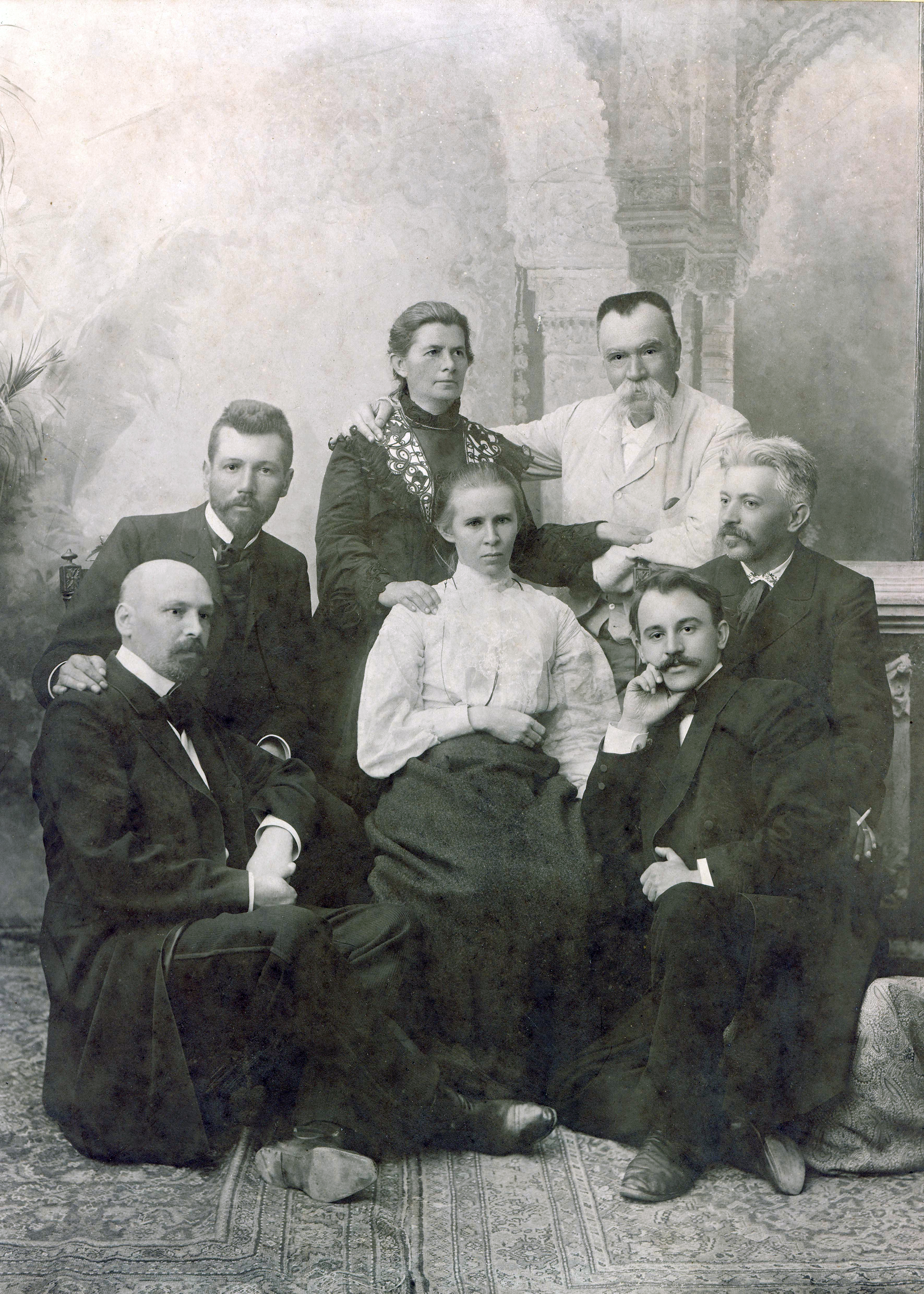
Група українських письменників, що приїхали до Полтави на відкриття. Зліва направо: М.Коцюбинський, В. Стефаник, Олена Пчілка, Леся Українка, М. Старицький, Г. Хоткевич, В. Самійленко

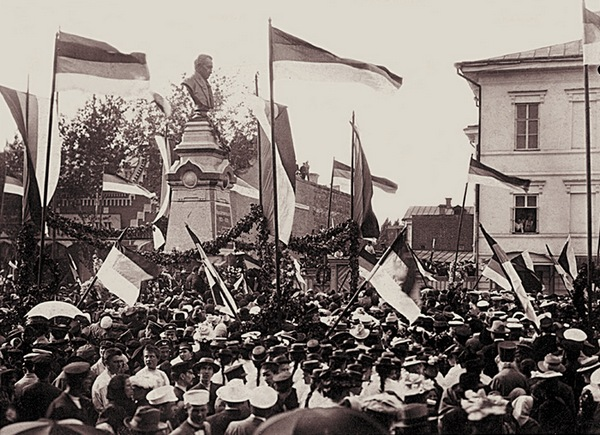
Урочисте відкриття пам'ятника 30 серпня (12 вересня) 1903 р. Фотограф Михайло Фріденталь

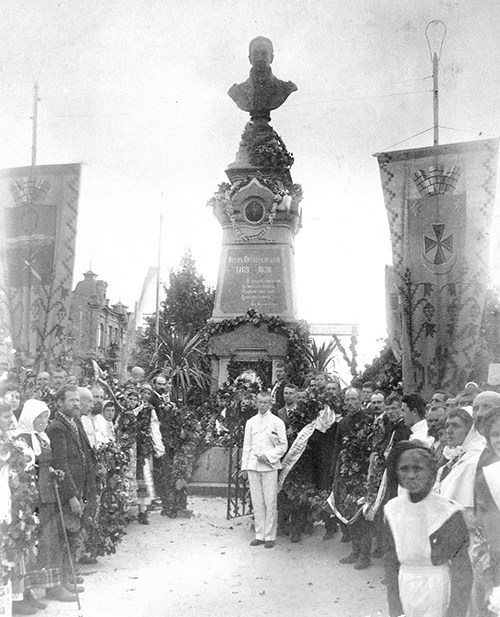
На відкритті

Пам'ятник Івану Котляревському у Полтаві збудовано на громадські кошти, які збиралися в 1895—1898 роках. Всього було зібрано 11 768 карбованців 67 копійок.
Попри зібрані великі кошти встановлення монументу відтерміновувалося через протидію офіційної влади Російської імперії, що мала надати дозвіл на встановлення пам'ятника родоначальнику нової української літератури і літнорми, що започаткував українське культурне (з часом і політичне) відродження XIX століття, яке російський офіціоз волів не помічати, в гіршому випадку — відкидати і забороняти (Валуєвський та Емський укази). Зрештою цей дозвіл було отримано, однак зробити надпис українською на постаменті так і не дозволили, з приводу чого ідеолог українського націоналізму Микола Міхновський, незважаючи на можливі негативні наслідки, написав гнівного листа тодішньому міністру внутрішніх справ імперії.
Урочисте відкриття пам'ятника 30 серпня (12 вересня) 1903 року перетворилось на велику національну акцію, на якій були присутні численні діячі української інтелігенції та культури, в тому числі делегати з Галичини та Буковини: Христина Алчевська, Микола Аркас, Дмитро Багалій, Сергій Єфремов, Леонід Жебуньов, Надія Кибальчич, Михайло Комаров, Мусій Кононенко, Михайло Коцюбинський, Микола Лагодинський, Микола Лисенко, Панас Мирний, Микола Міхновський, Олександр Олесь, Олена Пчілка, Василь Сімович, Василь Стефаник, Кирило Студинський, Юліан Романчук, Теофіл Грушкевич, Євген Левицький, Мирон Кордуба, Лев Лопатинський, Михайло Губчак, Лесь Кульчицький, Леся Українка, Гнат Хоткевич, Левко Мацієвич та інші.
Олена Пчілка на відкритті пам'ятника виступила українською мовою, порушуючи тим встановлену царською владою категоричну заборону.

## Виноски
1. ↑  Міхновський М. І. Самостійна Україна. — К.: Діокор, 2002. — с. 8
2. ↑  Валерій Архипов (4 жовтня 2006). Непримиренна. Архів оригіналу за 30 жовтня 2016. Процитовано 30 жовтня 2016.